# 石川成徳
石川 成徳（いしかわ なりよし、安政元年7月7日（1854年7月31日） - 明治31年（1898年）5月6日）は、明治期の華族。

## 経歴
石川鶴翁の四男に生まれる。幼名、半三郎。号、恒堂。明治11年（1878年）旧伊勢亀山藩主・石川成之が没し家督を継ぐ。明治17年（1884年）7月8日子爵を叙爵する〔現代華族譜要〕。

## 親族
- 父 石川鶴翁
- 妻 石川政子（真田幸教三女）
- 長男 石川成秀
- 男 増田成清（増田啓次郎の養子）
- 男 長谷川成房（長谷川商店社長　長谷川治郎兵衛の養子）